# Charles-Victor de Bachasson
Charles-Victor de Bachasson, seigneur de Montalivet, né le 3 juin 1703 à Valence, mort le 24 mai 1779, est un général français du XVIIIe siècle.

## Biographie
Charles-Victor est le fils de Jean-Pierre Bachasson de Montalivet, conseiller du roi, juge-mage, maire de Valence en 1694 et recteur de l'Université de Valence en 1698. Marié à Catherine d'Hausen (1731-1763), puis à Marthe Starot de Saint-Germain (sœur du fermier général Joseph Starot de Saint-Germain), Charles-Victor est le père du comte Jean-Pierre de Montalivet, ministre de l'Intérieur de Napoléon Bonaparte.
Il suit la carrière des armes, et est successivement capitaine au régiment de Penthièvre-infanterie, major au régiment de Barrois, puis mestre de camp[réf. nécessaire]. 
Il reçoit l'ordre de Saint-Louis en 1745.
Bachasson est promu maréchal des camps et armées du roi en 1750.
Il est nommé commandant d'armes pour le roi de la ville, château et place de Sarreguemines en 1762.
Il est conseiller secrétaire du roi en la chancellerie près le Conseiller supérieur de Corse.

## Hommage
- rue du Comte de Montalivet à Sarreguemines

### Sources
- « Bulletin d'archéologie et de statistique de la Drôme, Volumes 75 à 77 », 1961
- Clarisse Coulomb, « Les pères de la patrie : la société parlementaire en Dauphiné au temps des Lumières », 2006